# Grimfaith
«Grimfaith» — український рок-гурт.

## Історія
Група «Grimfaith» була створена влітку 2002 року в Києві гітаристом Ігорем Черепановим (псевдо — «Череп»), вокалістом Іваном Чередниченком (псевдо — «Індіанець») і клавішницею Наталією Назаровою (псевдо — «Натахес»). 
Наприкінці 2003 року, вже були записані перші дві композиції гурту — «Vampire to Become» та «Funeral of Last Hope» (остання побачила світ на українській CD-компіляції «Wolfsong Compilation Vol.1» у 2004 році). Після виконання на перших виступах кавера на «Alma mater» багато хто почав порівнювати «Grimfaith» з «Moonspell». Однак група почала швидко створювати свою власну стилістику і стиль, який схожий на щось середнє між «doom», «gothic metal» та «gothic/rock». 
У грудні 2004 року на київській студії «Shaddar Records» було записано перший промо-CD під назвою «Sex in Heaven», до якого увійшли 6 треків, створений в стилі мелодійного «gothic/doom metal». Після цього на «Grimfaith» посипались позитивні відгуки в журналах «Metalworks» (Ірландія), «Legion» (Білорусь), «Terroraiser» (Україна) та інших, а також багато подяк від вебпорталів: «Froster Online», «UTM Portal», «The Metallist Portal», «Hellraiser», «Doom-Metal», «Gothic-Nights». «Grimfaith» набирає популярність, влаштовується тур по Україні і за кордоном в підтримку альбому «Sex in Heaven».
За період існування, гурт «Grimfaith» виступав з гуртами Draconian, Forgive-Me-Not, Vicious Crusade, Hieronymus Bosch, Catharsis, Holy Blood, Little Dead Bertha, The Sundial, Fleshgore, Mental Demise, Offertorium, та іншими, а також брали участь у відбірному конкурсі «Євробачення-2005».
«Grimfaith» наважується на запис дебютного повноцінного альбому «Grime». Альбом записувався на студії «Morton» у Києві протягом 2005-2006 років. В альбом увійшли 10 треків в стилі «атмосферний gothic/doom metal», включаючи як бонус кавер-версію на композицію «In Lust» відомої фінської групи «Poisonblack». Як спеціальний гість на альбомі відзначився Koen Romeijn — лідер і вокаліст голландської «death/thrash metal» групи Detonation, гітарист Cardamon і Engorge. Його голос можна почути на треку «Weird Poetry by Jack», який є прелюдією до композиції «Jack is Back». Дизайном буклета до диска займався відомий в андеграунді художник-дизайнер В’ячеслав Nurgeslag («Mournful gust», Tangorodream, Autumnia, Haemophobia). Весною 2008 року група підписує контракт з київським лейблом «Moon Records» на випуск свого дебютного альбому «Grime» і поширення його на території України. Альбом «Grime» офіційно був виданий 15 травня 2008 року. На підтримку альбому було знято відеокліп на композицію «Guttiere (Secret of the Sea)».
У 2009 році «Grimfaith» взяла участь в телепередачі «Експромт», 19 березня 2009 року відбулась презентація альбому «Grime» в ефірі американського радіо в програмі «The Odin Hour Radio Show». В травні 2009 року «Grimfaith» разом з групою No Emotions влашувала тур містами України, а 2 травня 2009 року взяли участь в готичному фестивалі «Kiev After Midnight» в Києві в клубі «Бінго» разом з російським гуртом Bestial Deform.
Напередодні запису другого повноформатного альбому, в січні 2011 року "GRIMFAITH" випустила EP "Hearts and Engines", в який увійшли 4 нові пісні, включаючи спільний трек, записаний з вокалісткою Лізою Йохансон з легендарної шведської gothic/doom metal групи "DRACONIAN".

## Склад групи
- Іван Чередниченко — вокал
- Ігор Черепанов — гітара
- Наталя Назарова — клавішні, вокал
- Олексій Салтиков — ударні
- Роман Жбадинський – бас

## Колишні учасники
- Денис Ткалічев — бас-гітара
- Євген Титарчук — гітара
- Дмитро «Скиталець» — гітара
- Ігор Архипенко — бас-гітара
- Сергій Рябцев — бас-гітара
- Андрій Данько — бас-гітара

## Дискографія
- Sex in Heaven (2005 демо)
- Grime (2008)
- Hearts and Engines (2011) EP
- Preacher Creature (2013)

## Сайти
- Офіційний сайт «Grimfaith» [Архівовано 2 травня 2009 у Wayback Machine.]
- «Grimfaith» в системі «My Space» [Архівовано 29 січня 2009 у Wayback Machine.]